# I'm Her Man
I'm Her Man è il primo singolo dei Two Gallants realizzato in collaborazione con l'Alive Records nel giugno del 2004.

## Il singolo
La band pubblica il singolo all'interno di un 45 giri omonimo in edizione limitata.
Il disco contiene due tracce, una per lato. La prima è il singolo "I'm Her Man (Sweet Baby Jesus)", canzone che parla del rapporto tra un uomo innamorato e devoto al sacrificio ed una fervente credente cristiana, che, accecata dalle proprie convinzioni, non si dimostra in grado di riconoscere le rinunce del proprio compagno.
L'altro lato, invece, contiene una versione live di "Fail Hard to Regain", traccia presente nell'album The Throes e registrata in un locale di San Francisco chiamato The Independent.

## Tracce
Lato A
1. I'm Her Man (Sweet Baby Jesus) – 3:17 – Registrata da Jeff Saltzman

Lato B
1. Fail Hard to Regain (Live) – 3:22 – Registrata da John Karr

## Formazione
Gruppo
- Adam Stehens - voce, chitarra, armonica a bocca
- Tyson Vogel - cori, batteria

Produzione
- Alan Hynes - design
- Guarina Lopez - Fotografia